# 송옥구
송옥구(松屋句, ?~?)는 고구려의 관료이다.

## 생애
27년에 우보(右輔)에 임명되었다.
28년에 후한(後漢)의 요동태수(遼東太守)가 고구려를 침공하자 후한은 흉년이 들어 자국의 상황이 좋지 않기 때문에 요동태수의 침공이 임금과 신하들이 결정한 책략이 아닌 장수 개인이 이익을 노리고 행한 행동일 것이라 말하며 험한 곳에 기대어 기묘한 계책을 내 적을 물리칠 것을 주장했으나, 대무신왕은 을두지가 성문을 굳게 잠그고 지키다 후한의 군사들이 약해지기를 기다렸다가 나가 공격하자는 주장을 따랐다.